# Meranoplus rothneyi
Meranoplus rothneyi é uma espécie de formiga do gênero Meranoplus, pertencente à subfamília Myrmicinae.